# 스컹크 유인원
스컹크 유인원은 인간형의 생명체로, 플로리다, 노스캐롤라이나와 아칸소에 서식한다고 전해진다. 플로리다의 목격담이 가장 일반적이며 외모와 그에 따른 악취로 유명하다. 
늪 유인원, 악취 유인원, 플로리다 빅풋 등으로도 불린다. 

## 역사
스컹크 유인원에 대한 목격담은 1960년대와 1970년대에 특히 흔했습니다. 1974년 플로리다의 데이 드 카운티(Dade County) 교외 지역에서 직립의 두 다리에 털이 많고 악취가 나는 유인원 같은 동물이 목격되었다. 회의론자 조 니켈(Joe Nickell)은 목격담 중 일부는 흑곰의 목격담일 수 있으며 다른 목격은 사기 혹은 야생 동물의 오인일 가능성이 있다고 말한다. 미국 국립공원관리청은 스컹크 유인원을 사기로 간주한다.